# 瑞典王宮
瑞典的皇家宮殿包括：
- 斯德哥爾摩王宮（Stockholms slott）
- 卓寧霍姆宮（Drottningholms slott）
- 格利普霍姆堡（Gripsholms slott）
- 古斯塔夫三世樓閣（Gustav III:s Paviljong）
- 哈加宮（Haga slott）
- 中國宮（Kina slott）
- 羅森達爾宮（Rosendals slott）
- 羅塞爾斯貝里宮（Rosersbergs slott）
- 斯特勒姆斯霍姆宮（Strömsholms slott）
- 圖爾加恩宮（Tullgarns slott）
- 烏爾里克斯達爾宮（Ulriksdals slott）

## 圖像

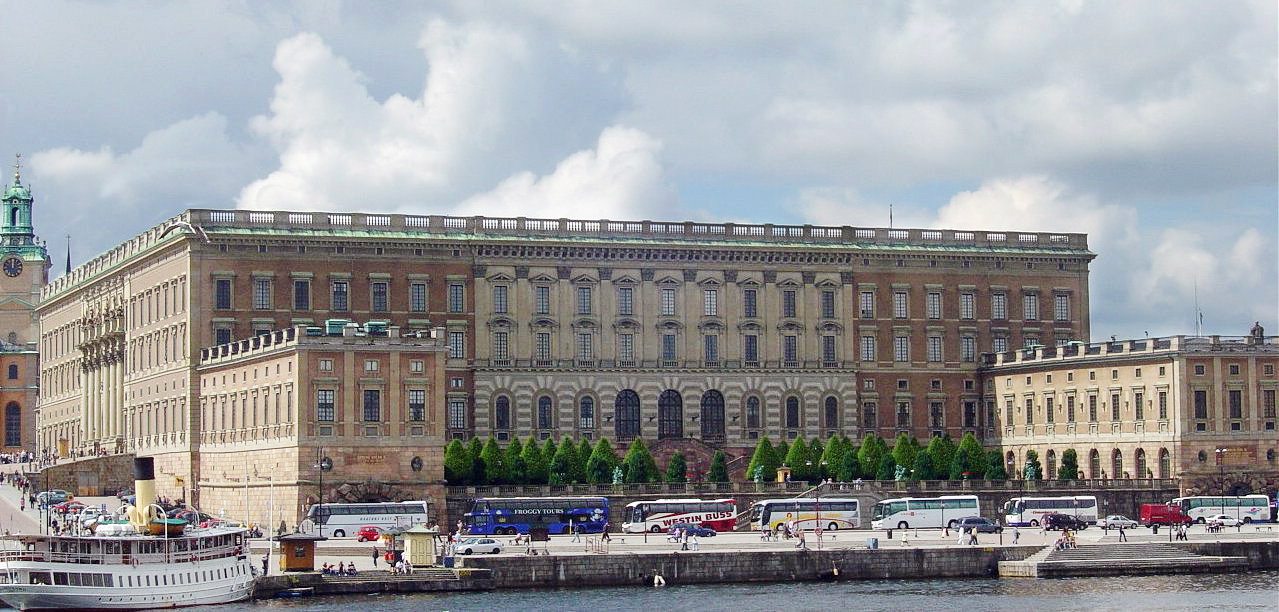
斯德哥爾摩王宮
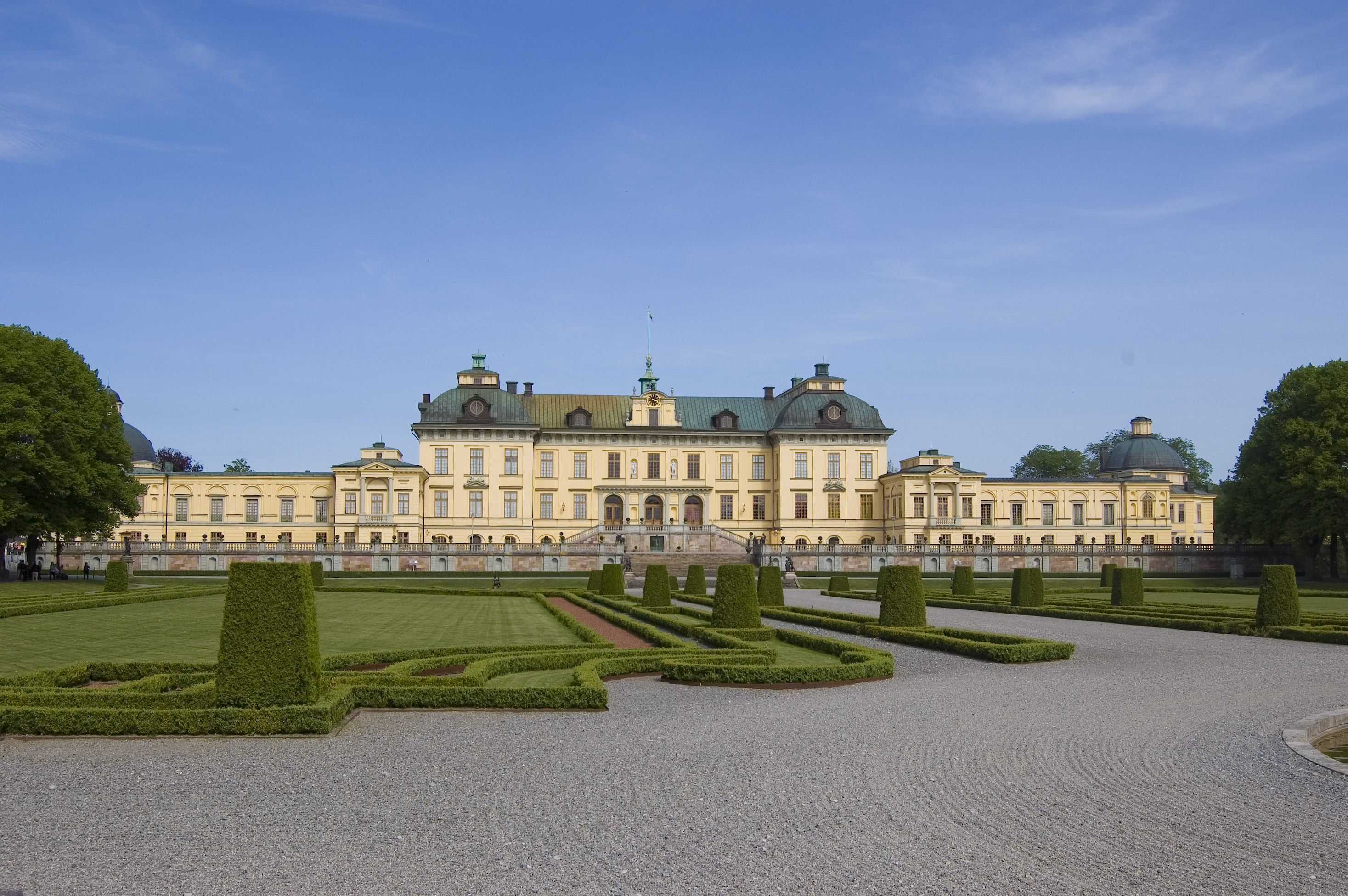
卓寧霍姆宮
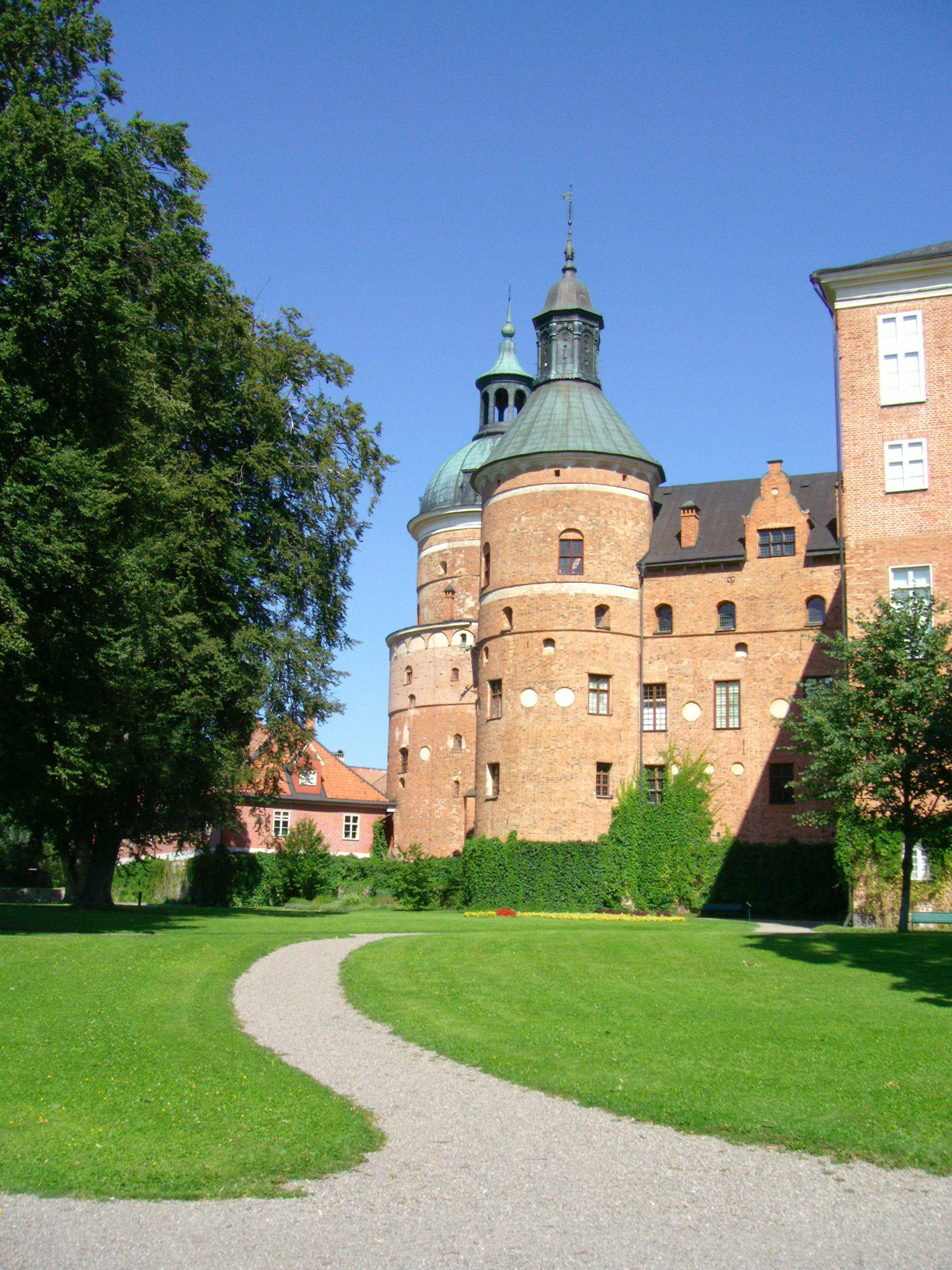
格利普霍姆堡
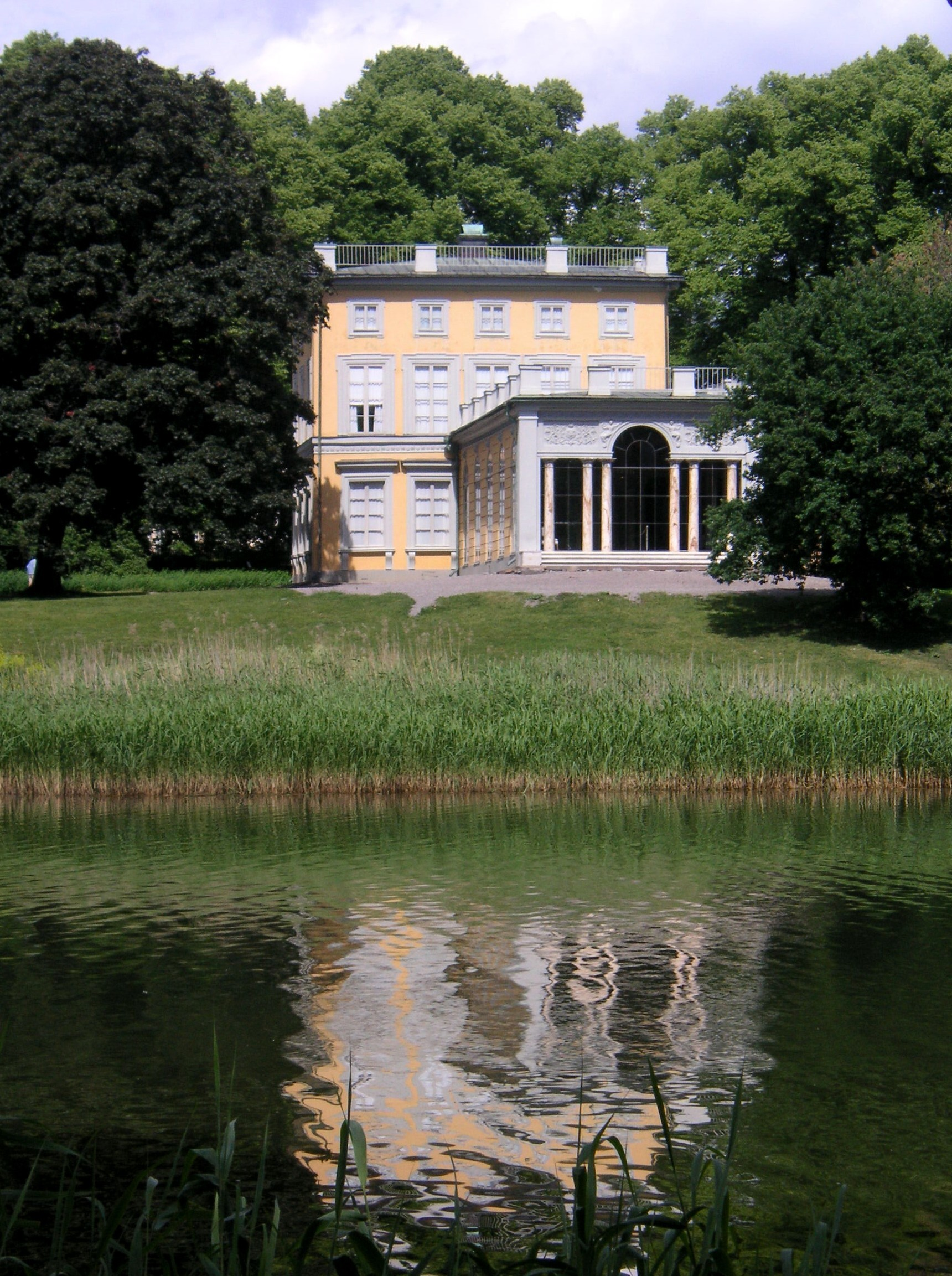
古斯塔夫三世樓閣
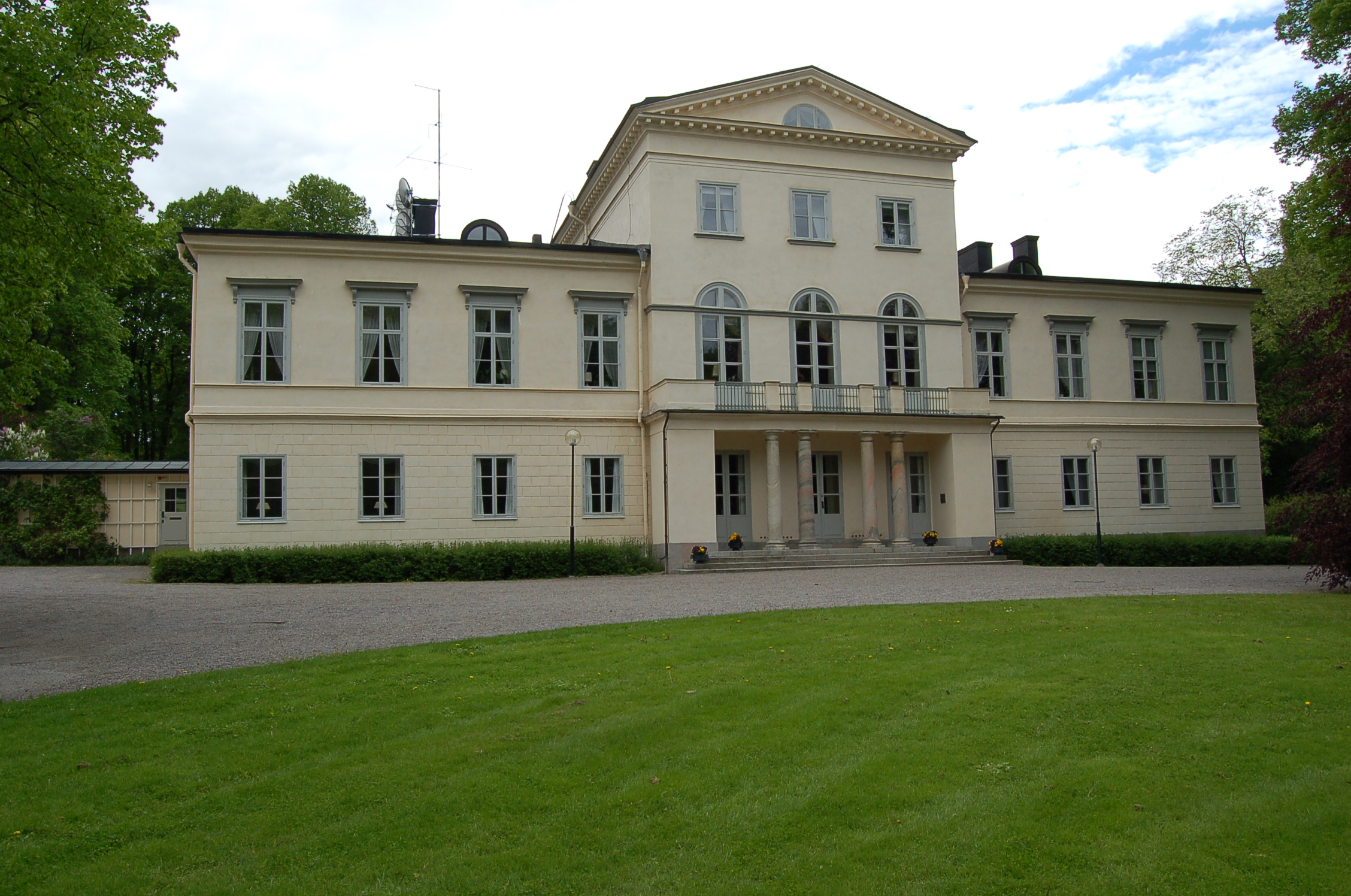
哈加宮
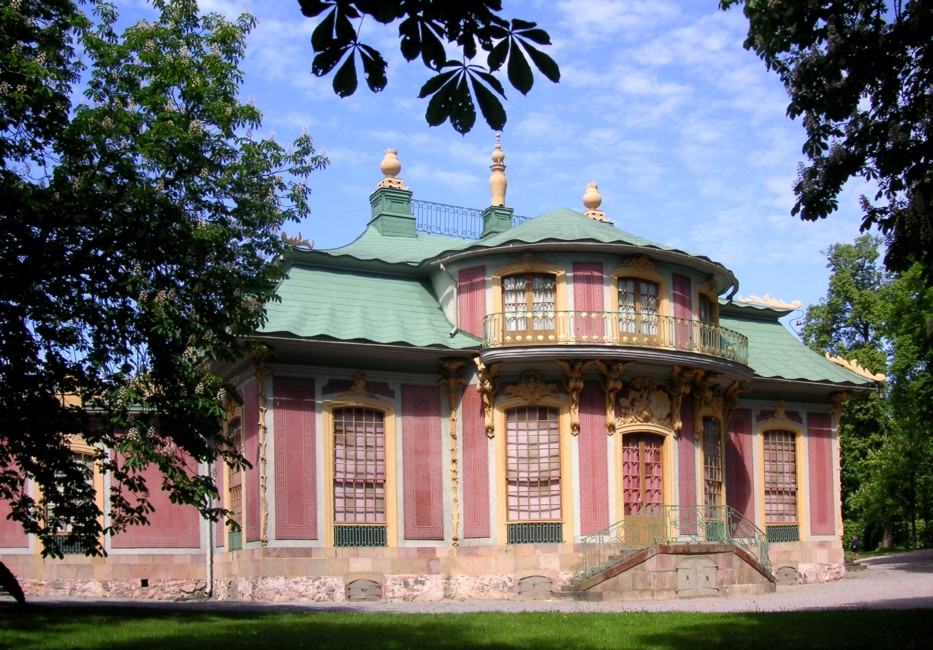
中國宮殿
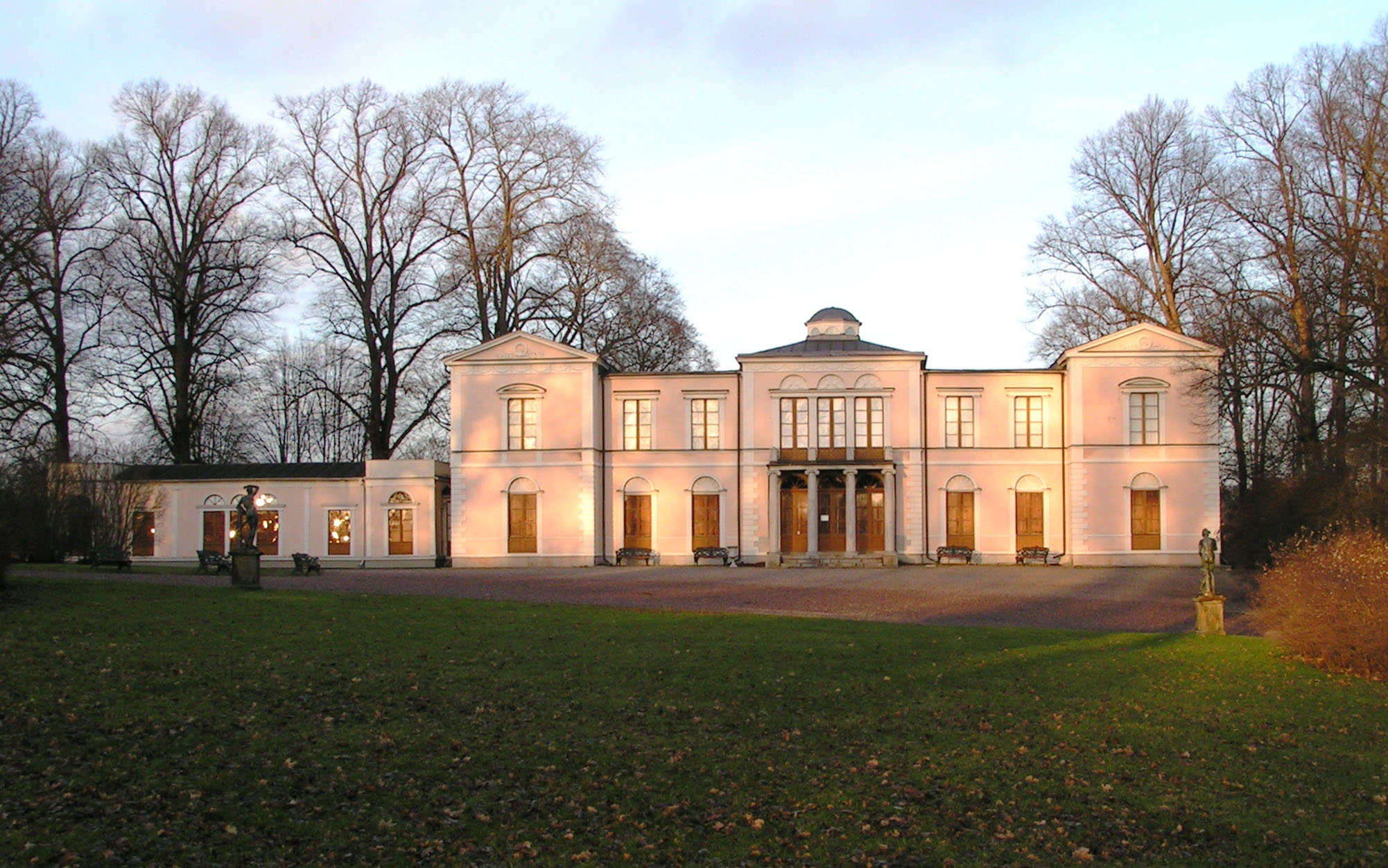
羅森達爾宮
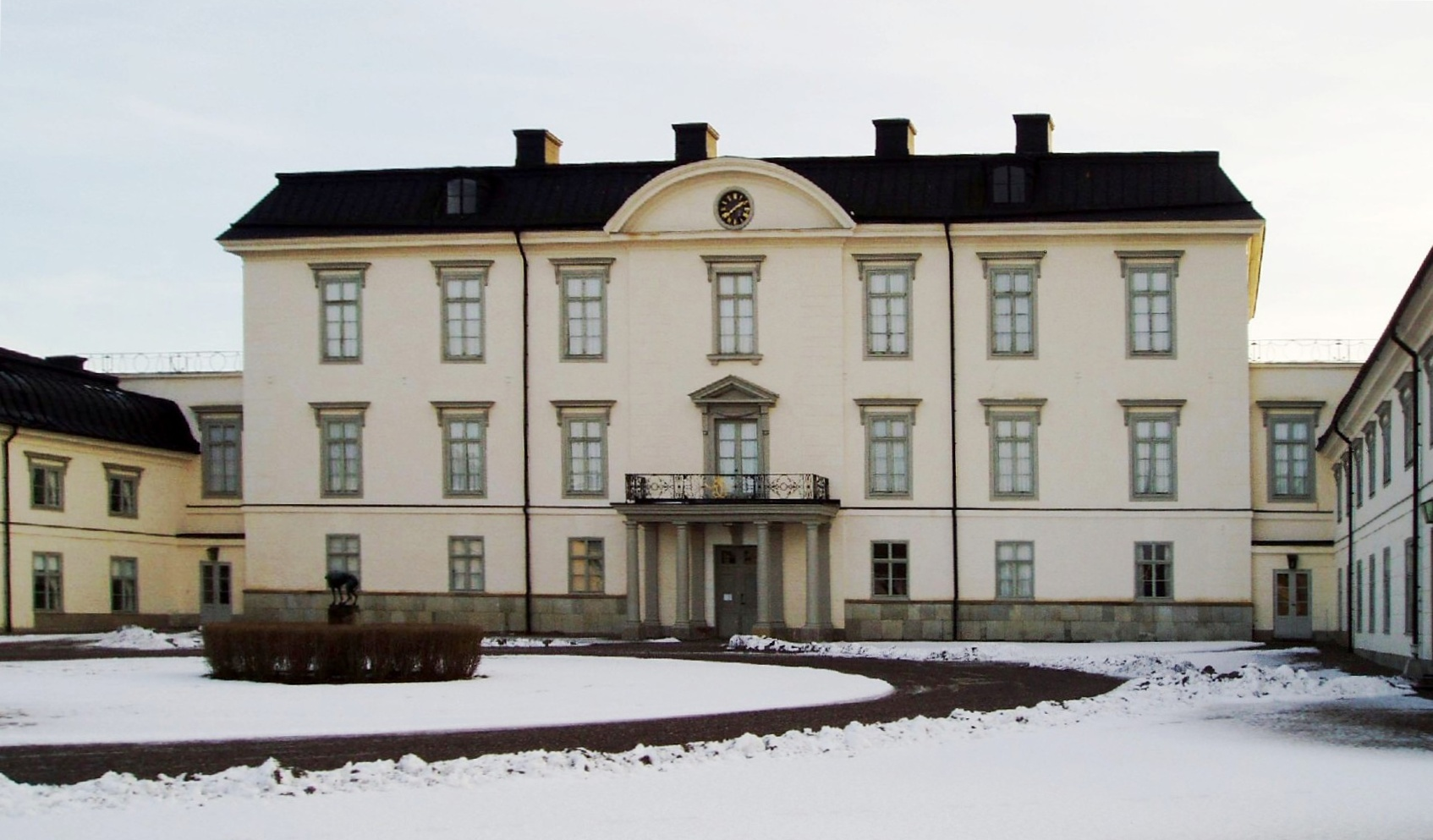
羅塞爾斯貝里宮
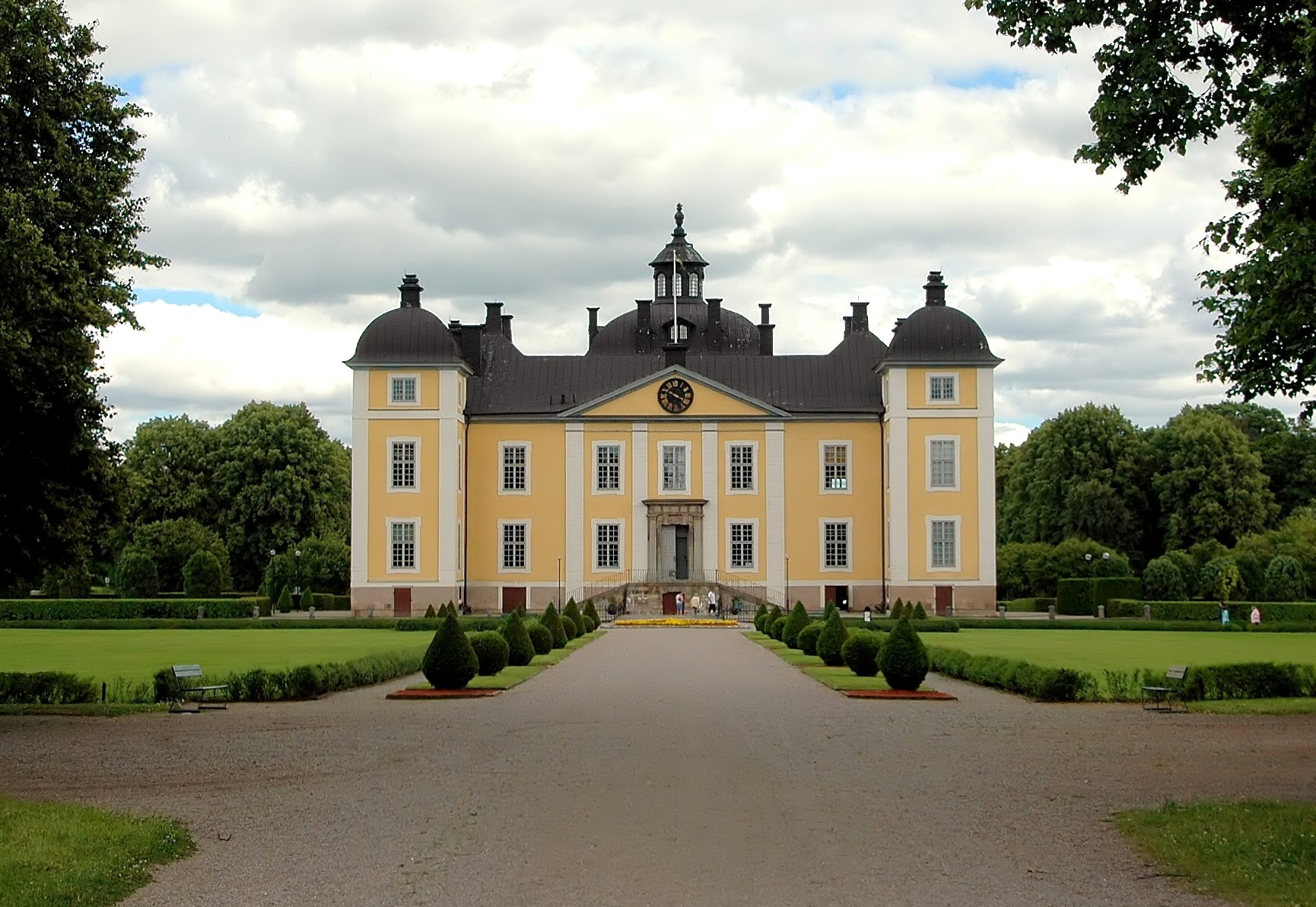
斯特勒姆斯霍姆宮
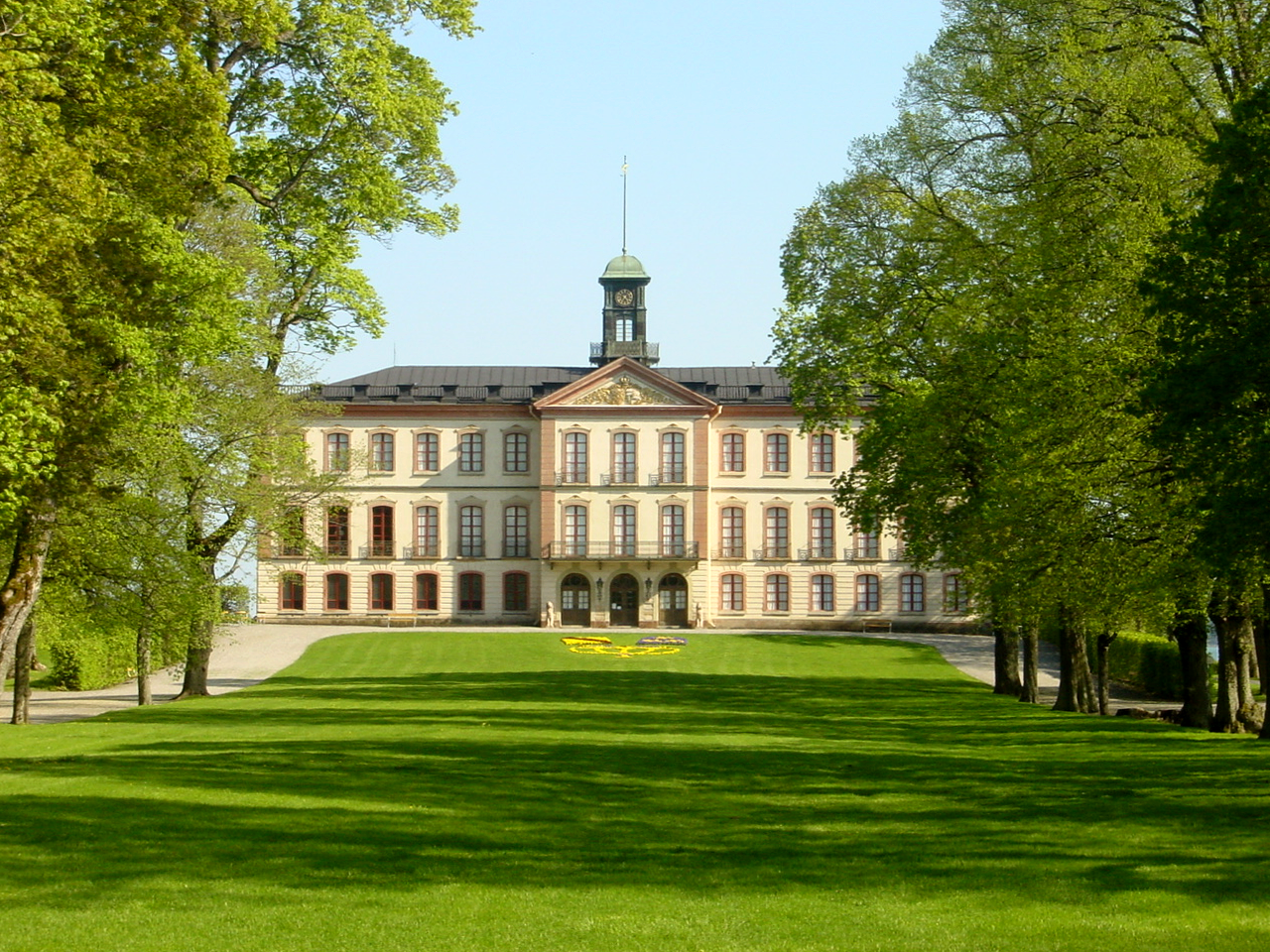
圖爾加恩宮
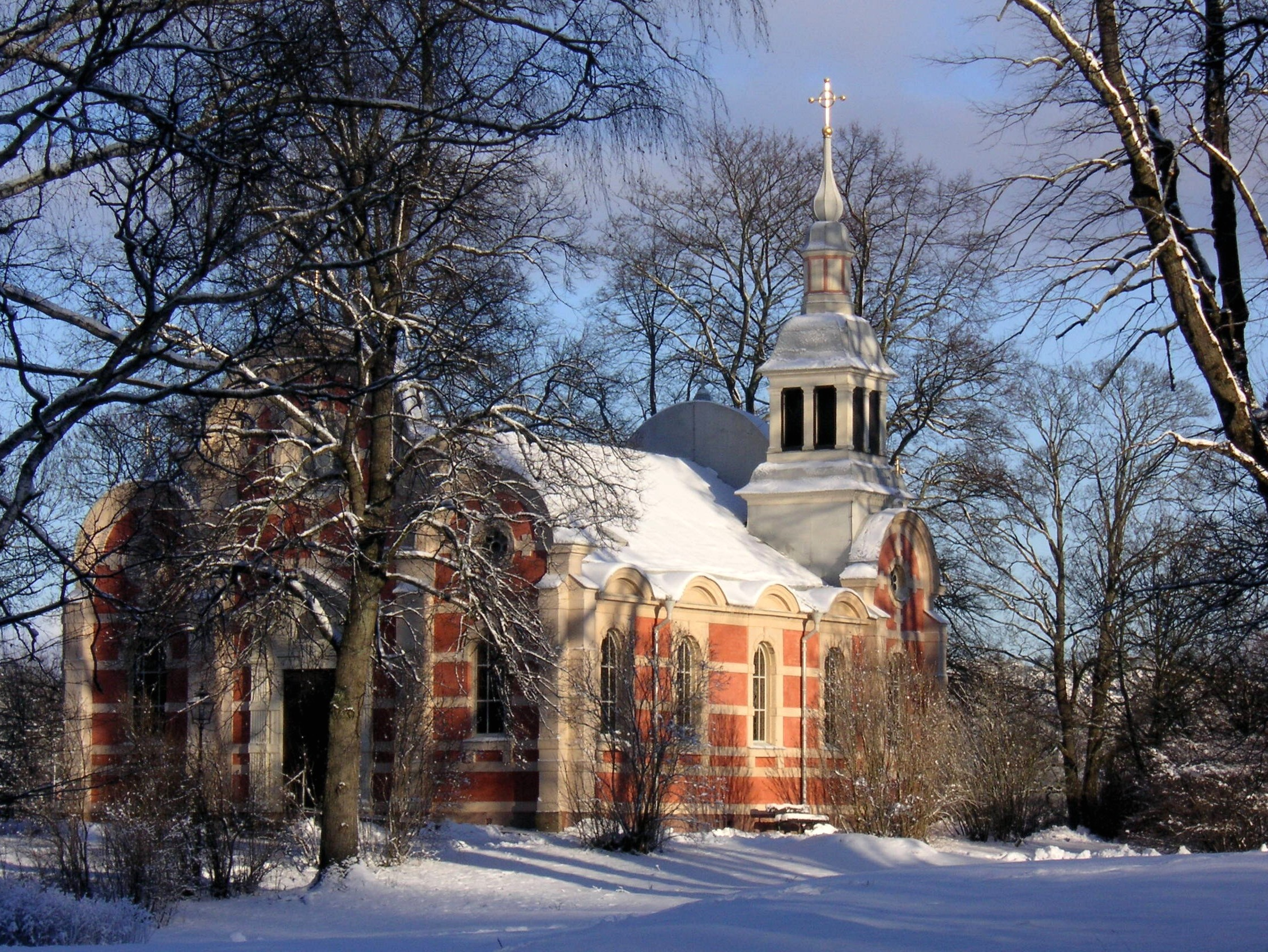
烏爾里克斯達爾宮

## 外部連結
- 瑞典王宮官方網站